# Norbert Zajiček
Norbert Zajiček (), jedan od prvih igrača Hajduka. Igrao je do I svjetskog rata u kojemu je poginuo. Zajiček je bio igrač Slavije kojega je Fabjan Kaliterna uspio nagovoriti 1914. da dođe u Split. Zajiček je u Splitu dobio zaposlenje a igrao je centarfora i centarhalfa. Hajduk do početka rata nije izgubio nijednu utakmicu od domaćih klubova. Odmah po dolasku u Split, 5. travnja 1914. godine igra s Hajdukom protiv jake posade austrijskog ratnog broda Babenberga, koju su savladali s rezultatom 4:1.
Zajiček je bio i trener i igrač koji je kroz nepuna četiri mjeseca podigao momčad do visine nepobjedivosti domaćih klubova. U njegovom sastavu tada su bili Luka Kaliterna, Paško Sisgoreo, Petar Dujmović, Mihovil Borovčić Kurir, Mario Righi, Miho Pilić, Zdenko Jahn, Robert Salvi, Norbert Zajiček, Nikola Gazdić i Božo Nedoklan.
Zajiček je postao omiljen u Splitu a s Gazdićem bio je strah i trepet protivnicima koji su bili presretni da prime što manje golova. 25. i 26. travnja 1914. godine u Splitu su tukli riječku Olimpiju s rezultatima 6:0 i 7:0. Potom su tukli Rapid iz Graza s 3:1 i Tehnika iz Brna s 3:2.
Hajduk je te godine gazio sve pred sobom i nije doživio nijedan poraz. 25. i 26. srpnja 1914. godine zakazane su utakmice s praškom Špartom koja se vratila s turneje po Poljskoj i Rusiji s 50 postignutih i nijednim primljenim zgoditkom.
Prvo poluvrijeme prolazi bez golova i Sparta je nemoćna pred navalama Hajduka u kojima prednjače Zajiček i Gazdić, pa igraju veoma grubo. U 2. poluvremenu ruše Gazdića pred golom i sudac dosuđuje jedanaesterac. Sparta koja je navikla na visoke poraze svojih protivnika, prosvjeduju zbog ovog dosuđenog jedanaesterca odlaze s igrališta.
Sutradan igraju novu utakmicu i Česi traže da im sudi Čeh, što Hajduk prihvaća. Do kraja utakmice Hajduk je primio 3 gola zahvaljujući oštrini (grubosti) čeških igrača i suđenjima njihovog sudije. Odmah po završetku utakmice proglašena je mobilizacija i objavljen je početak rata. Neki članovi uprave kluba su uhičeni a sprovedena je i mobilizacija.
Norbert Zajiček odlazi na frontu gdje je i poginuo. Za Hajduk je odigrao 18 prijateljskih utakmica i postigao 20 zgoditaka.
Statistika u Hajduku
| Natjecanje        | Nastupi | Zgoditci |
| ----------------- | ------- | -------- |
| Prvenstvo         | 0       | 0        |
| Kup               | 0       | 0        |
| Superkup          | 0       | 0        |
| Međunarodne       | 0       | 0        |
| Splitski podsavez | 0       | 0        |
| Ukupno            | 0       | 0        |
| Prijateljske      | 18      | 20       |
| Sveukupno         | 18      | 20       |